# Konvex halmaz

Példa konvex halmazra.

Egy ponthalmaz konvex az euklideszi térben, ha bármely két pontjának összekötő szakaszát tartalmazza. Például a kocka konvex, a félhold nem. A konvex halmaz fogalmának számos általánosítása is létezik, például rendezett testek feletti vektorterekben, normált terekben, sőt a konvexitás fogalma absztrahálható tetszőleges halmazokra is.

## Az euklideszi geometriában
Legyen a C halmaz egy valós vektortér része. C konvex, ha minden x,y eleme C-re és t eleme [0,1]-re (1-t)x+ty eleme C-nek. Más szóval: az x és az y összekötő szakasza benne van C-ben. Ezért minden valós vektortérbeli konvex halmaz útösszefüggő, tehát összefüggő.
R konvex részhalmazai pontosan az intervallumok. A valós sík konvex részhalmazaira példák a szabályos sokszögek, a valós tér konvex részhalmazaira pedig a szabályos és a félig szabályos testek. Nagyon fontos példák a félterek az n dimenziós vektorterekben.

## Metrikus terekben
A konvexitás fogalma könnyen általánosítható metrikus terek alakzataira (részhalmazaira) és fontos szerepet játszik speciális tulajdonságokkal bíró metrikus terek jellemzésében.
Legyen (T,d) egy metrikus tér, A, B és K pedig három T-beli pont. Ekkor a K pontot az A, B pontok közbülső pontjának nevezzük, ha érvényes d(A,K)+d(K,B)=d(A,B), vagyis ha a K közbeiktatásával mért távolságok összege éppen annyi, mint az A és B pont közti távolság. Az A és B közbülső pontjainak halmaza - jelöljük K(A,B)-vel - az euklideszi térben az AB egyenes szakasz.
Mármost egy X⊆T alakzatot konvexnek nevezhetünk, ha bármely X-ből vett A, B pontpár összes közbülső pontja is X-beli pont.
Magát a metrikus teret konvexnek nevezzük, ha T mint önmaga részhalmaza a fenti értelemben konvex.

## Tulajdonságok
Az {\displaystyle u_{1},u_{2},\ldots ,u_{r}} vektorokra és a {\displaystyle \lambda _{1},\lambda _{2},\ldots ,\lambda _{r}} nemnegatív számokra, melyek összege 1, a {\displaystyle \sum _{k=1}^{r}\lambda _{k}u_{k}} vektor az {\displaystyle u_{1},u_{2},\ldots ,u_{r}} vektorok konvex kombinációja. Ha S konvex, akkor minden {\displaystyle u_{1},u_{2},\ldots ,u_{r}} eleme S vektorok összes konvex kombinációja eleme S-nek.
Akárhány konvex halmaz metszete konvex, így a vektorterek konvex részhalmazai hálót alkotnak. Ez azt is jelenti, hogy a vektorterek minden részhalmazának van konvex burka, azaz van egy őt tartalmazó legszűkebb konvex halmaz, ami az összes tartalmazó konvex halmaz metszete.
A zárt konvex halmazok zárt félterek metszeteként jellemezhetők.

## Speciális típusok
Normált terekben értelmezhetők a konvexitás speciális esetei:
Az (X, ||.||) normált tér szigorúan konvex, ha minden x,y-re, amire ||x||=||y||=1, és ||(x+y)/2||=1, teljesül, hogy x=y.
Tétel: Szigorúan konvex normált térben minden x ponthoz, és minden véges dimenziós M altérhez egyértelmű az x ponthoz a norma (matematika) szerinti legjobb M altérbeli közelítés.
Tétel: Szigorúan konvex normált térben a zárt egységgömb szigorúan konvex, azaz minden ||x||=||y||=1-re, és minden 0<λ<1 számra λx+(1-λ)x normája egynél kisebb.
Van, hogy így vagy hasonlóan definiálják a szigorú konvexséget.
Lemma: A Hilbert-terek szigorúan konvexek.
Az (X, ||.||) normált tér egyenletesen konvex, ha minden ε pozitív számhoz van δ pozitív szám, hogy ha ||x||=||y||=1, és ||(x+y)/2||>1-δ, akkor ||x-y||<ε.
Tétel: Egyenletes konvexségből következik a szigorú konvexség. Véges dimenziós tereken ez a két fogalom ekvivalens.
Lemma: Ha (X, ||.||) egyenletesen konvex, || x_n ||→1 és || x_n + x_m ||→2, n,m tart a végtelenbe esetén, akkor x_n Cauchy-sorozat.
Tétel: (X, ||.||) egyenletesen konvex Banach-tér, M zárt és konvex részhalmaza X-nek. Ekkor X minden x pontjához egyértelműen van olyan eleme M-nek, ami normában a legjobban közelíti.

## Általánosítások
A C ponthalmaz csillagszerű, ha van benne egy x0 pont, amire minden y eleme C-re az [x0,y] összekötő szakasz benne van C-ben. Egy nem üres konvex halmaz csillagszerű, de nem minden csillagszerű halmaz konvex.
Nemeuklideszi geometriákban is szokás definiálni a konvexséget, de ekkor az összekötő szakaszok helyét az összekötő geodetikus vonalak veszik át. Így definiálják a geodéziai konvexséget.
Az ortokonvex halmazokra a konvex tulajdonságot csak azokra az összekötő szakaszokra követelik meg, amelyek valamelyik koordinátatengellyel párhuzamosak. Könnyen bizonyítható, hogy akárhány ortokonvex halmaz metszete is konvex, és a konvex halmazok néhány más tulajdonsága is teljesül ortokonvex halmazokra.

## Absztrakt konvexség
Adva legyen az X halmaz, elemeit pontoknak tekintjük.
Legyen {\displaystyle {\mathcal {C}}} X részhalmazainak egy rendszere, ami eleget tesz a következőknek:
- Az üres halmaz és X eleme {\displaystyle {\mathcal {C}}}
- {\displaystyle {\mathcal {C}}} -beli halmazok metszete is {\displaystyle {\mathcal {C}}} -beli.
- A {\displaystyle {\mathcal {C}}} elemeiből álló láncok uniója is {\displaystyle {\mathcal {C}}} -beli.

{\displaystyle {\mathcal {C}}} elemei konvexeknek tekintendők.
Egy alternatív definíció a véges geometriákhoz tartozik.